# Arucillus armasi
Arucillus armasi is een hooiwagen uit de familie Cosmetidae. De wetenschappelijke naam van Arucillus armasi gaat terug op Pérez-González & Vasconcelos, 2003.